# Mount Riiser-Larsen
Mount Riiser-Larsen ein 870 m hoher und markanter Berg im ostantarktischen Enderbyland. Er ragt am nordwestlichen Ende der Tula Mountains am Ostufer der Amundsenbucht auf.
Benannt wurde er im Januar 1930 bei der British Australian and New Zealand Antarctic Research Expedition (1929–1931) unter der Leitung des australischen Polarforschers Douglas Mawson. Namensgeber ist der norwegische Luftfahrtpionier und Polarforscher Hjalmar Riiser-Larsen (1890–1965), Leiter der zeitgleich durchgeführten norwegischen Expedition auf der Norvegia in dieser Region der Antarktis.